# Ilija Jorga
Ilija Jorga (serbisch-kyrillisch Илија Јорга; * 15. November 1940 in Belgrad) ist ein serbischer Karate-Lehrer und Begründer des Fudokan-Karate (Sōke 10. Dan) sowie Physiologe.

## Leben
Schon früh bereitete er den Weg für die Entwicklung des Karate im ehemaligen Jugoslawien.
Er ist der bekannteste Senior Karate-Instruktor im Balkan. Jorga lehrt Physiologie an der Medizinischen Fakultät der Universität von Belgrad. Er hat das Wissen um die Physiologie und die Anatomie in die Entwicklung des Fudokan Karate mit einfließen lassen, als er eine einzigartige Stilrichtung im traditionellen Karate kreierte – Fudokan, wofür er weltberühmt geworden ist.
- Stile: Shotokan, Fudokan
- Lehrer: Tesuji Murakami, Taiji Kase, Hidetaka Nishiyama
- Graduierung: Soke, Schwarzgurt, 10. Dan,
- Karatemeister im ehemaligen Jugoslawien und im heutigen Serbien

## Karateka-Biographie
Er fing im Alter von 19 (1959) mit dem Karate Training an. Sein erster Lehrer war sein Bruder Vladimir Jorga, danach trainierte er unter der Anleitung von Tetsuji Murakami, nach dessen Tod unter Taiji Kase und Hidetaka Nishiyama.

### Graduierungen
- 1967 erhielt er den 1. Dan von Meister Tetsuji Murakami in Zagreb
- 1968 erhielt er den 2. Dan von Meister Taiji Kase in St. Raphail, Frankreich
- 1971 erhielt er den 3. Dan von Meister Taiji Kase in Paris
- 1975 erhielt er den 4. Dan von Meister Taiji Kase in Belgrad
- 1978 erhielt er den 5. Dan von Meister Taiji Kase in Belgrad
- 1982 erhielt er den 6. Dan von Meister Taiji Kase in Paris
- 1987 erhielt er den 7. Dan von Meister Hidetaka Nishiyama in Los Angeles
- 1998 erhielt er den 8. Dan von Meister Hidetaka Nishiyama in San Diego
- 2003 wurde ihm der 9. Dan durch die WTFSKF in Verona verliehen
- 2008 wurde ihm der 10. Dan durch die IBMA in den USA verliehen

## Erfolge
Jorga war Europameister in der Kata-Disziplin und 13 Mal hintereinander Meister in der offenen Gewichtsklasse im Kumite, mehrmals hintereinander Europameister, Gewinner und Medaillengewinner vieler internationaler Wettkämpfe. Er kämpfte ausschließlich in der offenen Gewichtsklasse, obwohl er nicht von großer Statur ist.
Auf internationalen Wettkämpfen gewann er 18 Medaillen, unter ihnen Europa- und Weltmeisterschaften. Ilija Jorga war der erste Nicht-Japaner, der die Kata-Weltmeisterschaft in Tokyo gewann. 
Zwischen 1968 und 1981 war er der Cheftrainer der jugoslawischen Nationalmannschaft gewannen mehr als 65 Medaillen auf internationalen Wettkämpfen, unter ihnen 12 Europameister- und Weltmeistertitel. 

## Gründung des Fudokan
Am 15. November 1980 präsentierte Jorga eine neue Karate-Stilrichtung: die moderne Form der Fortführung des traditionellen Karate mit Namen Fudokan. Die Kata, die er zeigte, waren Heian Oi Kumi, Taiji Shodan und Kaminari. Seit dieser Zeit organisierte er internationale Lehrgänge und Seminare. Er ist der Autor vieler Karate Bücher und lebt in Belgrad.

## Persönliches
Ilija Jorga ist der zweite Sohn von Cornelius Jorga, eines Bauingenieurs und Cousin von Nicholae Jorga. Er zog in seiner frühen Kindheit innerhalb des Landes sehr oft um. 
Er beendet die Medizinische Hochschule von Belgrad, der Stadt, die er als seine Heimat bezeichnet mit dem Abschluss eines Doktors der Medizin. Heute reist er unentwegt um die ganze Welt und verbringt mehrere Monate im Jahr in Russland und den Vereinigten Staaten. 
Er hat drei Kinder: die beiden Töchter Tijana und Anamaria, ebenfalls Ärztinnen und einen Sohn, MSc Finance Aleksa. 

## Publikationen in Deutscher Sprache: Traditionelles Fudokan Karate – Mein Weg
Grundlegende psychologische und physikalische Prinzipien des Karate, Herausgeber Karl-Hans König, ISBN 978-3-8482-0452-6
Dieses erstmals in deutscher Sprache erschienene Karatebuch von Jorga beschreibt die grundlegenden physikalischen und psychologischen Prinzipien des traditionellen Fudokan Karate. Fudokan ist ein erweitertes Konzept des Shotokan Karate, das die traditionellen Aspekte des Karate aus Shotokan, Shito-Ryu, Gojo-Ryu und Okinawa-Te um die Erkenntnisse der modernen Biomechanik und Sportmedizin ergänzt. 
Fudokan bedeutet „Haus stabiler Fundamente“ und wurde im Jahr 1980 von Jorga begründet. Er lehrt und unterrichtet auch heute noch weltweit, auch in Deutschland. 
In diesem Buch geht er detailliert auf die Anwendung dieser Prinzipien im Training und im Kampf ein und erklärt deren Zusammenhänge und Begrifflichkeiten.
Außerdem sind alle Fudokan Kata aufgeführt sowie die Fudokan spezifischen Kata wie Meikyo Nidan, Taiji Shodan, Heian Oi Kumi und Kaminari beschrieben und abgebildet.

## Bibliographie
- Program for acquision of student titles, Belgrade 1967.
- Karate - Introduction of a Fighting Art, Sports Book, Belgrade 1968.
- Karate in Yugoslavia, Special Booklet on the occasion of the First World Karate Do Championship in Tokyo, 1970.
- Heian-Shodan Kata, Sports Book, Belgrade 1973.
- International Karate Rules, Judging and Fighting, Sports Book, Belgrade 1975.
- Nunchaku and Karate. Fighting Arts of Okinawa, Sports Book, Belgrade 1975.
- Tekki and Enpi Katas, Sports Book, Belgrade 1976 (1978, 1980, 1984).
- Nunchaku and Karate. The Art of Nunchaku Fighting based on Ka-rate elements, Sports Book, Belgrade 1981.
- The Rules of Sports Karate Fighting, Sports Book, Belgrade 1981.
- Heian-Shodan Kata, Sports Book, Belgrade 1973.
- Masters Karate Katas (Bassai, Kanku Dai, Jion), Sports Book, Bel-grade 1986.
- Masters Karate Katas (Hangetsu, Gankaku, Niju-Shiho, Unsu), Sports Book, Belgrade 1986.
- Fudokan Karate Do Fighting Art, Fudo-Press, Belgrade 1991.
- Fudokan Karate, Fudokan International Press, Berlin 1994.
- Fudokan ABC, Fudo-Press Belgrade-Berlin 1994.
- First Aid in Sports, Belgrade 1997.
- Traditionelles Fudokan Karate - Mein Weg: Grundlegende psychologische und physikalische Prinzipien des Karate, BoD 2012, ISBN 978-3-8482-0452-6.